# Casardeita
Casardeita (llamada oficialmente Santiago de Casardeita) es una parroquia y un lugar del municipio español de Ramiranes, en la provincia de Orense, Galicia.

## Historia
Hasta la década de 1920, la parroquia perteneció al municipio de Freás de Eiras, que luego se fusionó con el de Villameá de Ramiranes para formar el de Ramiranes.

## Organización territorial
La parroquia está formada por siete entidades de población:
- Casardeita
- Cobeliñas (Coveliñas)
- Ludeiros
- O Pazo
- Pambre
- Rial (O Rial)
- Ver

## Demografía

### Parroquia
| Gráfica de evolución demográfica de Casardeita (parroquia) entre 2000 y 2023 |
|                                                                              |
| Datos según el nomenclátor publicado por el INE.                             |

### Lugar
| Gráfica de evolución demográfica de Casardeita (lugar) entre 2000 y 2023 |
|                                                                          |
| Datos según el nomenclátor publicado por el INE.                         |